# سركيمتو (قرية)
سَرْكِمَتُو قرية هي بوابة منطقة السكوت الشمالية جغرافياً لا سياسياً، وتقع القرية ضمن عمودية كوشة.

## الموقع
تقع قرية سَرْكِيْمَتُو في منطقة السِكَّوت في الولاية الشمالية من السودان، يحدها من الشمال صحراء بـ 3كلم، تليها قرية عكاشة(منطقة السكوت)، وجنوباً يحدها قرية فركة، ومن الشرق صحراء العتمور، ومن الغرب نهر النيل.

## النشاط السكاني
الزراعة، ويزرعون المحاصيل الزراعية من قمح وفول الخ.. والخضروات والحمضيات أحياناً.
الرعي، ( و80% ) من المزارعين يمارسون الرعي أيضاً.
التجارة، وهم قد كانوا من الرواد في التجارة قديماً وحديثاً.

## المصدر
موقع نباتا